# Acamptopoeum melanogaster
Acamptopoeum melanogaster is een vliesvleugelig insect uit de familie Andrenidae. De wetenschappelijke naam van de soort is voor het eerst geldig gepubliceerd in 2004 door Compagnucci.